# 小索爾塔尼夫卡
50°10′18″N 30°8′31″E / 50.17167°N 30.14194°E
小索爾塔尼夫卡（烏克蘭語：Мала Солтанівка）是位於烏克蘭北部的村莊，由基辅州法斯蒂夫區的卡利尼夫卡市鎮負責管轄。該村面積3.25平方公里，海拔高度193米，2001年人口1,346，人口密度每平方公里414.4人。